# Gafas anaglifas

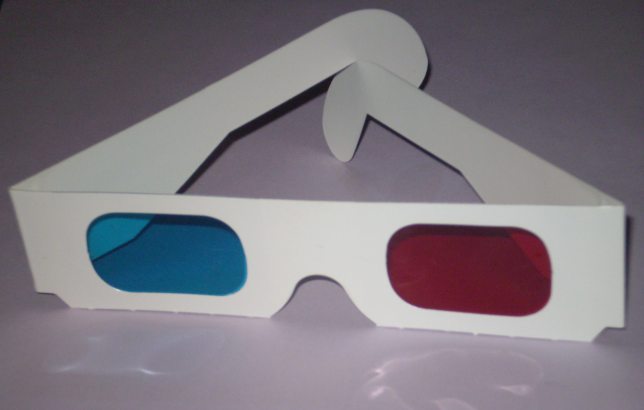

Las gafas anaglifas se utilizan para visualizar imágenes multiplexadas en longitud de onda, llamadas comúnmente anaglifos. En una superficie plana se muestra una imagen a partir de la combinación de dos imágenes desplazadas, creadas únicamente con dos colores complementarios, ya sean rojo–azul, rojo–verde o bien ámbar–azul. Estas dos imágenes equivaldrían al par estéreo. La percepción de profundidad en el sistema visual humano de imágenes en superficies planas requiere la ayuda de experiencias previas o de objetos externos, como pueden ser las gafas anaglifo, gafas LCS (Liquid Crystal Shutters – Obturadores de Cristal Líquido) y otros sistemas más modernos, que no afectan al cansancio visual.
Las gafas anaglifo están formadas por dos lentes (muy sencillas), cada una con uno de los dos colores que componen la imagen. De esta manera actúan como filtro y dejan ver a cada ojo sólo el par estéreo que le corresponde. Así pues, por ejemplo, si tuviéramos una imagen creada a partir del desplazamiento de una imagen azul (enfocada para el ojo izquierdo) y otra roja (enfocada para el ojo derecho), necesitaríamos unas gafas anaglifo con filtros de los mismos colores: el ojo derecho tendría la lente de color azul y el izquierdo la lente roja, ya que el filtro sólo permite ver la imagen que no sea del mismo color.
Cabe decir que las gafas anaglifo permiten ver en relieve tanto imágenes en papel como en diapositivas. El efecto creado es bastante bueno, aunque se pierde mucha luminosidad y los filtros utilizados no acaban de conseguir una reconstrucción suficientemente buena en color de la imagen en 3D.